# Wangjiagang
Wangjiagang (kinesiska: 王家岗, 王家岗乡) är en socken i Kina. Den ligger i provinsen Henan, i den centrala delen av landet, omkring 310 kilometer sydost om provinshuvudstaden Zhengzhou. Antalet invånare är 35 913. Befolkningen består av 18 351 kvinnor och 17 562 män. Barn under 15 år utgör 26,0 %, vuxna 15-64 år 66 %, och äldre över 65 år 7,0 %.
Genomsnittlig årsnederbörd är 1 204 millimeter. Den regnigaste månaden är augusti, med i genomsnitt 201 mm nederbörd, och den torraste är januari, med 26 mm nederbörd.